# Акрисий
Акрисий (Акризий, др.-греч. Ἀκρίσιος) — персонаж древнегреческой мифологии, царь Аргоса, отец Данаи и дед Персея. Воевал за власть со своим братом Претом. Получив предсказание о гибели от руки собственного внука, Акрисий отправил Данаю в темницу, но там она забеременела от Зевса. Акрисий поместил дочь и новорождённого внука в ящик, который затем бросил в море. Тем не менее Даная и Персей выжили. Впоследствии диск, брошенный Персеем на гимнастических состязаниях, случайно попал в Акрисия, отчего тот умер.

## В мифологии
Акрисий был потомком Эпафа — легендарного царя Египта, сына Зевса от Ио. Отец Акрисия Абант родился от брака Данаиды Гипермнестры и Эгиптиада Линкея и унаследовал от отца царскую власть в Аргосе. Братом-близнецом Акрисия был Прет; родила их Аглая, дочь аркадского героя Мантинея и внучка Ликаона.
Ещё в материнском чреве Акрисий начал враждовать со своим братом (согласно другой версии, эта вражда началась позже, когда Прет соблазнил дочь Акрисия Данаю). После смерти отца близнецы начали воевать за власть; по данным Псевдо-Аполлодора, во время этой войны впервые применялись щиты. Победил Акрисий. Прет ушёл в изгнание, но позже вернулся в Арголиду с войском тестя — царя Ликии Иобата. В результате Акрисию пришлось уступить брату половину царства с городами Герейон, Мидея и Тиринф.
Благодаря оракулу Акрисий узнал, что погибнет от руки сына собственной дочери Данаи. Поэтому он закрыл последнюю, по словам Псевдо-Аполлодора, в «медном тереме», построенном под землёй, а по данным Гигина, в каменной темнице. Однако Зевс, узнавший о красоте царевны, превратился в золотой дождь и просочился через крышу терема, чтобы стать возлюбленным Данаи. Та забеременела и родила сына; Акрисий, не поверив, что отец ребёнка — бог, поместил и дочь, и внука в ящик, который был брошен в море. Даная и мальчик, получивший имя Персей, спаслись. Существуют две версии дальнейших событий. Согласно классической традиции, восходящей к Ферекиду, повзрослевший Персей, убив Горгону Медузу, отправился в Аргос, чтобы повидаться с дедом, но тот из страха перед предсказанием бежал в Пеласгиотиду. Позже в городе Ларисса состоялись гимнастические состязания в память об умершем царе; Персей в них участвовал, а Акрисий был в числе зрителей. Брошенный Персеем диск случайно угодил Акрисию в ногу, и тот умер. Согласно Псевдо-Гигину, Акрисий узнал, что его внук живёт на острове Сериф, и отправился туда, чтобы потребовать от местного царя Полидекта его выдачи. Полидект вскоре умер, в память о нём были организованы погребальные игры, на которых брошенный Персеем диск из-за порыва ветра попал Акрисию в голову и убил его на месте.
После этих событий Персей, единственный наследник Акрисия, не захотел править Аргосом, «чтобы не стать царём страны, которой правил скончавшийся по его вине человек». Поэтому он поменялся царствами со своим кузеном Мегапенфом (сыном Прета) и основал Микены.
Акрисий был женат на Эвридике, дочери Лакедемона, или на Аганиппе. У Гигина упоминается ещё одна его дочь, кроме Данаи, — Эварета, жена царя Писы в Элиде Эномая. Через дочь Эвареты Гипподамию Акрисий был предком всех Пелопидов, а через Данаю — предком Персеидов и множества других героев греческой мифологии. Его потомком по обеим линиям был Геракл.

## Память
В исторические времена гробница Акрисия находилась в Лариссе, в храме Афины. В Аргосе ещё во времена Павсания (II век н. э.) путникам показывали медный чертог, в котором царь держал Данаю, а на пути из Аргоса в Эпидавр — место, где Акрисий сражался с Претом. Миф об Акрисии и его дочери лёг в основу трагедий Софокла («Акрисий», «Даная», «Ларисейцы») и Еврипида («Даная»), тексты которых полностью утрачены. Пратин Флиунтский написал трагедию «Персей», но о её сюжете ничего не известно. Кроме того, у Эсхила была сатировская драма «Тянущие невод», посвящённая появлению Данаи и Персея на Серифе.
Акрисий стал героем двух художественных фильмов под названием «Битва титанов» — 1981 и 2010 годов. Эту роль сыграли Дональд Хьюстон и Джейсон Флеминг соответственно.